# Marcantonio Barbarigo
Pour les articles homonymes, voir Barbarigo.
Marcantonio Barbarigo (né le 6 mars 1640 à Venise, alors capitale de la république de Venise, et mort le 26 mai 1706 à Montefiascone) est un cardinal italien du XVIIe siècle et du début du XVIIIe siècle, fondateur des Augustines du Divin Amour, et reconnu vénérable par l'Église catholique.
Il est membre de la famille noble des doges de Venise Marco Barbarigo (1485-1486) et Agostin Barbarigo (1486-1502). Il est le grand-oncle du pape Clément XIII (1758-1769) et est de la famille des cardinaux Gregorio Barbarigo (1660), Giovanni Francesco Barbarigo (1719) et Angelo Barbarigo (1408).

## Biographie
Marcantonio Barbarigo abandonne une carrière diplomatique pour devenir prêtre. Il est nommé archevêque de Corfou en 1678, mais revient à Rome après un incident avec Barbone Morosini, l'amiral de la flotte vénitienne.
Le pape Innocent XI le crée cardinal lors du consistoire du 2 septembre 1686. Le cardinal Babarigo est transféré au diocèse de Montefiascone et Corneto en 1687. Il participe au conclave de 1689, lors duquel Alexandre VIII est élu pape, et à ceux de 1691 (élection d'Innocent XII) et de 1700 (élection de Clément XI).
Il meurt le 26 mai 1706 à Montefiascone à l'âge de 66 ans. Il est reconnu vénérable le 6 juillet 2007 par Benoît XVI.

## Source
- Fiche du cardinal Marcantonio Barbarigo sur le site fiu.edu